# III Giochi panamericani
I III Giochi panamericani si svolsero a Chicago, negli Stati Uniti d'America, dal 27 agosto al 7 settembre 1959.

## Assegnazione
I giochi furono originariamente assegnati a Cleveland, che tuttavia ritirò la candidatura per problemi finanziari. Cleveland è ritirata dalla ospitare i giochi a causa di motivi finanziari. In gara per sostituire rimasero San Paolo e Chicago, che sconfisse al voto  tenutosi il 3 agosto 1957, San Paolo, aggiudicandosi i Giochi. La città brasiliana avrebbe poi ottenuto l'organizzazione dell'edizione del 1963.
Dopo che la definitiva assegnazione andò a Chicago, rimasero solo 18 mesi per istituire i Giochi, e questo comportò diversi problemi durante lo svolgimento dell'evento: molti atleti si lamentarono degli alloggi, dei trasporti e dell'organizzazione, come ad esempio 17 membri della squadra femminile di basket del Cile, che furono alloggiate in sole due stanze d'albergo, a causa di un errore nella prenotazione. La squadra peruviana di tiro non poté invece partecipare per la confisca dei fucili all'aeroporto. Ci fu anche uno scambio tra impianti di allenamento, come tra la piscina, dove furono mandati i calciatori brasiliani, e il campo da calcio, dove furono spediti i nuotatori. Perfino prima della cerimonia ci furono degli inconvenienti, con la torcia panamericana che fu prima rubata e poi ne fu persa la base nel Mississippi. Inoltre gli impianti erano inadatti per un grande evento, come il pugilato che si tenne in un'armeria.
I Giochi furono i primi svolti durante l'estate dell'emisfero boreale.

## I Giochi
La cerimonia di apertura dei Giochi si tenne allo stadio Soldier Field di Chicago il 27 agosto 1959, alla presenza di 40000 spettatori.
Tra i protagonisti dei Giochi ci furono la nuotatrice statunitense Chris von Saltza, allora quindicenne, che vinse 5 medaglie d'oro, e Al Oerter, campione olimpico del lancio del disco nel 1956 e in seguito vincitore di altre 3 medaglie d'oro ai Giochi olimpici.

### Sport
- Atletica leggera
- Baseball
- Calcio
- Canottaggio
- Ciclismo
- Ginnastica
- Lotta
- Nuoto
- Pallacanestro
- Pallanuoto
- Pallavolo
- Pentathlon moderno
- Pugilato
- Scherma
- Tennis
- Tuffi
- Vela

## Medagliere
| #      | Nazione           | Oro | Argento | Bronzo | Totale |
| ------ | ----------------- | --- | ------- | ------ | ------ |
| 1      | Stati Uniti       | 115 | 69      | 52     | 236    |
| 2      | Argentina         | 9   | 19      | 11     | 39     |
| 3      | Brasile           | 8   | 8       | 6      | 22     |
| 4      | Messico           | 6   | 11      | 13     | 29     |
| 5      | Canada            | 5   | 19      | 24     | 48     |
| 6      | Cile              | 5   | 2       | 6      | 13     |
| 7      | Indie Occidentali | 2   | 4       | 8      | 14     |
| 8      | Cuba              | 2   | 4       | 4      | 10     |
| 9      | Bahamas           | 2   | 0       | 0      | 2      |
| 10     | Venezuela         | 1   | 7       | 7      | 15     |
| 11     | Uruguay           | 1   | 3       | 4      | 8      |
| 12     | Panama            | 0   | 4       | 4      | 8      |
| 13     | Perù              | 0   | 2       | 5      | 7      |
| 14     | Porto Rico        | 0   | 2       | 4      | 6      |
| 15     | Ecuador           | 0   | 1       | 1      | 2      |
| 16     | Guyana britannica | 0   | 0       | 3      | 3      |
| 17     | Antille Olandesi  | 0   | 0       | 1      | 1      |
| 17     | Guatemala         | 0   | 0       | 1      | 1      |
| Totale | Totale            | 143 | 141     | 141    | 426    |